# 贝克斯巴赫
贝克斯巴赫（德語：Bexbach，發音：[ˈbɛksˌbax] ⓘ）是德国萨尔兰州萨尔普法尔茨县的城市，面积31.09平方千米，2023年12月31日人口为17,663人。